# Robert C. Richardson (General)

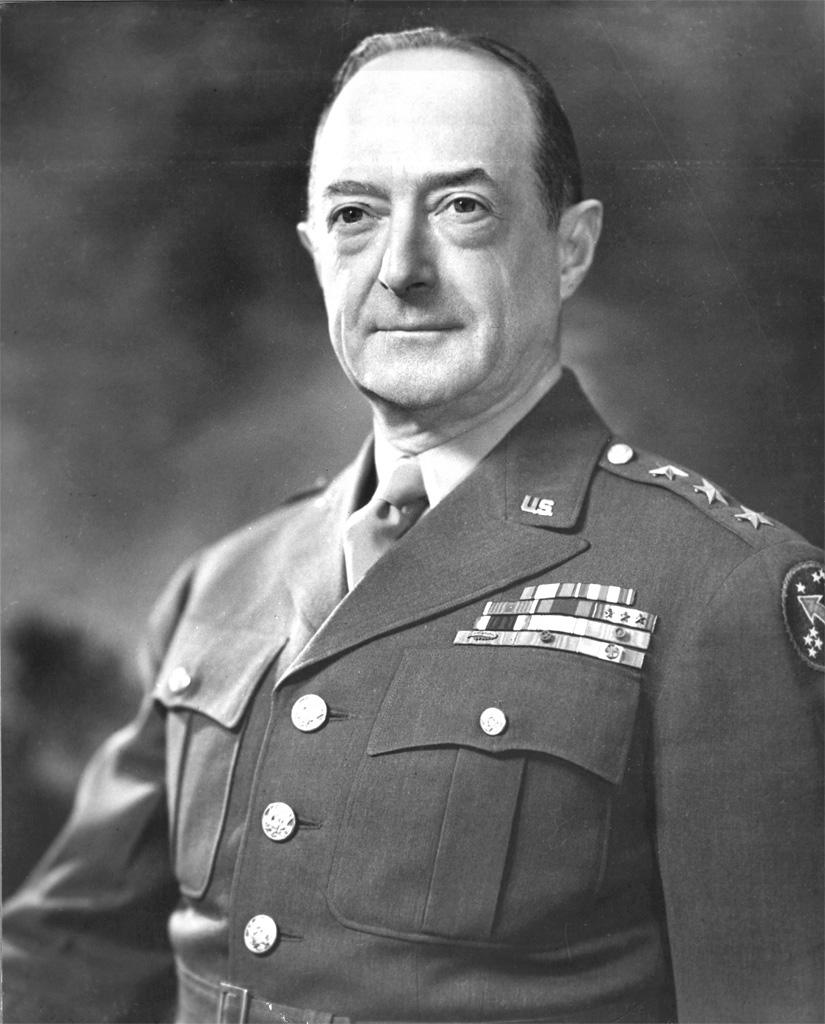
Robert C. Richardson Jr.

Robert Charlwood Richardson Jr. (* 27. Oktober 1882 in Charleston, South Carolina; † 2. März 1954 in Rom, Italien) war ein Generalleutnant der United States Army, der posthum zum Viersterne-General befördert wurde.
Er war der Sohn von Robert Charlwood Richardson Sr. (1854–1938) und dessen Frau Julia Anna Driscoll (1861–1920). In den Jahren 1900 bis 1904 durchlief er die United States Military Academy in West Point. Nach seiner Graduation wurde er als Leutnant der Kavallerie zugeteilt. In der Armee durchlief er anschließend alle Offiziersränge vom Leutnant bis zum Dreisterne-General.
Im Lauf seiner militärischen Karriere absolvierte Richardson verschiedene Kurse und Schulungen. Noch in jungen Jahren studierte er an der Universität Grenoble. In den Jahren 1923 und 1924 besuchte er das Command and General Staff College in Fort Leavenworth und in den Jahren 1933 und 1934 das United States Army War College. Dazwischen studierte er im Jahr 1926 an der Militärschule École de guerre in Paris.
In seinen jüngeren Jahren absolvierte er den für Offiziere in den niederen Rangstufen üblichen Dienst in verschiedenen Einheiten und Standorten. Zwischenzeitlich wurde er auch als Stabsoffizier eingesetzt. Noch vor dem Ersten Weltkrieg war er zwei Mal auf den Philippinen stationiert. Dabei war er an der Niederschlagung von Aufständen beteiligt. In diesem Zusammenhang wurde er im Januar 1905 verwundet. Danach wurde er auf den Stützpunkt Presidio bei San Francisco verlegt. Nach dem Erdbeben von San Francisco 1906 kommandierte er einen Truppenteil der Hilfstruppen, die in der Stadt unter anderem gegen Plünderer eingesetzt wurden. Richardson war auch zwei Mal als Dozent für moderne Sprachen an der Militärakademie in West Point tätig.
Nach dem amerikanischen Eintritt in den Ersten Weltkrieg war Richardson zunächst am Aufbau und an der Ausbildung der American Expeditionary Forces beteiligt. Anfang Dezember 1917 wurde er auf den europäischen Kriegsschauplatz entsandt. Dort war er aufgrund seiner guten französischen Sprachkenntnisse hauptsächlich als Verbindungsoffizier zu den französischen Streitkräften eingesetzt. Danach gehörte er im Januar und Februar 1919 der amerikanischen Friedenskommission in Paris an. Bis zum Sommer 1919 war er Teil der amerikanischen Besatzungstruppen in Deutschland, wobei er in Koblenz stationiert war.
Im weiteren Verlauf seiner Karriere wurde er Anfang der 1920er Jahre zunächst Stabsoffizier im Kriegsministerium in Washington, D.C. Dann folgte eine erneute Versetzung auf die Philippinen. Nach den erwähnten Studien in Fort Leavenworth und Paris wurde Robert Richardson zum Militärattaché an der amerikanischen Botschaft in Rom ernannt. Diesen Posten bekleidete er von August 1926 bis Juli 1928. Von 1928 bis 1933 war er in verschiedenen Funktionen an der Militärakademie in West Point tätig. Dort kommandierte er zunächst ein Bataillon, danach war er Stabsoffizier und dann Führungsoffizier der Kadetten. Danach leitete er für einige Monate die dortige Fakultät der Kavallerie (Commanding Officer Cavalry Detachment). Mitte der 1930er Jahre war er erneut Stabsoffizier im Kriegsministerium.
Im Dezember 1935 begann seine Zeit als Kommandeur größerer Einheiten. Zunächst kommandierte er bis zum 8. Juni 1938 das 5. Kavallerieregiment. Anschließend übernahm er für einige Monate bis zum Februar 1939 das Kommando über die 2. Kavalleriebrigade. Daran schloss sich seine Ernennung zum Leiter der Kavallerieschule an. Diesen Posten bekleidete er vom 2. Februar 1939 bis zum 20. Oktober 1940. Danach war er bis Februar 1941 Kommandeur der 1. Kavalleriedivision, die damals in Fort Bliss stationiert war. Anschließend war er bis Juli 1941 Stabsoffizier für Öffentlichkeitsarbeit im Kriegsministerium. Vom 1. August 1941 bis zum Mai 1943 hatte Richardson den Oberbefehl über das VII. Korps. In diese Zeit fiel der amerikanische Eintritt in den Zweiten Weltkrieg. Das Korps führte damals hauptsächlich Manöver durch. Im Dezember 1941 wurde es nach  San José in Kalifornien verlegt und dem Western Defense Command unterstellt. Im November 1942 erfolgte eine weitere Verlegung nach Jacksonville in Florida. Während Richardsons Zeit als Kommandeur war das VII. Korps hauptsächlich mit militärischen Ausbildungsaufgaben betraut.
Vom 1. Juni 1943 bis zum 30. Juni 1945 kommandierte Richardson als Nachfolger von Delos C. Emmons das Hawaiian Department. Damit war er gleichzeitig Militärgouverneur von Hawaii und trieb den Ausbau der dortigen Verteidigungsanlagen voren. Da er sich weigerte, zwei inhaftierte Deutsche vor Gericht erscheinen zu lassen, wurde er mit einer Geldbuße belegt. Damals kam es auch zu einer Kontroverse mit Holland M. Smith, einem General des United States Marine Corps, der den Armeegeneral Ralph C. Smith seines Kommandos an der Front enthoben hatte. Richardson bezweifelte die Rechtmäßigkeit dieses Vorgehens. Daraus entstand ein jahrelanger Kompetenzstreit zwischen den beiden Waffengattungen. Richardson behielt sein Kommando auch nach der Umbenennung seiner Dienststelle in United States Army Pacific bis 1946. Dabei handelt es sich um eine Vorläuferorganisation der heutigen gleichnamigen United States Army Pacific. Am 31. Oktober 1946 trat Robert Richardson im Rang eines Generalleutnants in den Ruhestand.
Der mit Lois Farman (1884–1951) verheiratete Offizier starb am 2. März 1954 während eines Urlaubs in Rom und wurde auf dem Friedhof der Militärakademie West Point beigesetzt. Am 19. Juli des gleichen Jahres wurde er posthum zum Viersterne-General befördert.

## Beförderungen
- 15. Juni 1904: Leutnant
- 11. März 1911: Oberleutnant
- 1. Juli 1916: Hauptmann
- 1. Juli 1920: Major
- 20. März 1928: Oberstleutnant
- 1. Juli 1935: Oberst
- 1. Juni 1938: Brigadegeneral
- 1. Oktober 1944: Generalmajor
- 1. November 1946: Generalleutnant
- 19. Juli 1954: General (posthum)

Diese Angaben beziehen sich auf Beförderungen in der regulären United States Army. Zwischenzeitliche vorübergehende Beförderungen während der beiden Weltkriege in der Army of the United States sind hierbei nicht berücksichtigt.

## Orden und Auszeichnungen
Robert Richardson erhielt im Lauf seiner militärischen Laufbahn unter anderem folgende Auszeichnungen:
- Army Distinguished Service Medal
- Navy Distinguished Service Medal
- Silver Star
- Legion of Merit
- Purple Heart
- Philippine Campaign Medal
- World War I Victory Medal
- Army of Occupation of Germany Medal
- American Defense Service Medal
- American Campaign Medal
- Asiatic-Pacific Campaign Medal
- World War II Victory Medal
- Offizier der Ehrenlegion (Frankreich)
- Offizier des Leopoldsordens (Belgien)
- Offizier des Ordens der Heiligen Mauritius und Lazarus (Italien)
- Croix de guerre (Frankreich)